# Bühl (Tübingen)
Bühl ist ein Stadtteil der Universitätsstadt Tübingen in Baden-Württemberg (Deutschland).

## Geographie
Bühl liegt fast sieben Kilometer südwestlich der Tübinger Innenstadt und fast fünf Kilometer östlich derjenigen von Rottenburg am Neckar im Tal des oberen Neckars. Der einige hundert Meter rechtsseits des heutigen Flusslaufes stehende Ort liegt an einer alten Flussschlinge. Er wird von Süden nach Norden vom Bühlertalbach durchflossen, der danach über den abwärtigen Teil der alten Flussschlinge zum Neckar läuft. Im Ortsbereich mündet dem Bühlertalbach von rechts der Trautbach zu, der wie der größere Bach im Rammert entsteht, einem zum noch weiter südlich liegenden Mittleren Albvorland ansteigenden Waldgebiet.
Die Gemarkungsfläche des Ortes umfasst 641 Hektar. Gut die Hälfte davon liegt im Rammert, an dessen Saum es viele Obstwiesen gibt, weiter dem Neckar zu in der offenen Flur fast nur Äcker.

## Geschichte
Bühl wurde um 1100 als „de Buhile“ erstmals erwähnt. Um 1120 werden Edelfreie von Bühl genannt, im 12. Jahrhundert gelangte der Ort an die Grafen von Hohenberg. Ab 1292 war Bühl als Lehen an Amman von Rottenburg vergeben, die es bis 1502 innehatten. Dann wurde es aufgeteilt. Unter anderen waren die Herren von Ehingen zu Kilchberg und die Herren von Stein zum Rechtenstein die Besitzer. Letztere (David vom Stain) bauten ab 1550 das Bühler Schloss. Die Oberhoheit über Bühl oblag bei Österreich. Das Lehen wurde mehrmals eingezogen und wieder verpfändet.
1805 kam Bühl an Württemberg und wurde dem Oberamt Rottenburg zugeordnet. Bei dessen Auflösung 1938 kam Bühl zum Landkreis Tübingen. Am 1. Juli 1971 wurde Bühl in die Kreisstadt Tübingen eingegliedert und verlor damit seine Selbstständigkeit.

### Wappen
Die Blasonierung des ehemaligen Gemeindewappens lautet: In Blau zwei schräggekreuzte silberne Hellebarden. Das auf den alten Ortsadel von Bühl zurückzuführende Wappen wird durch die Eingemeindung 1971 nicht mehr als amtliches Wappen geführt.

## Kultur und Sehenswürdigkeiten
Mitten im gut erhaltenen historischen Ortskern befindet sich das Renaissance-Schloss Bühl. Sehenswert sind auch das Naturschutzgebiet Bühler Tal sowie das private Bauernmuseum Hauser.

### Bauwerke
- Renaissance-Schloss Bühl von 1522 im historischen Ortskern
- Katholische Dorfkirche St. Pankratius
- „Steinernes Brückle“ über den Bühlertalbach[2]
- „Jesuitenbrünnele“ und „Salzbrünnele“ sind zwei gefasste und renovierte Quellen im Sengental.